# Rattus arrogans
Rattus arrogans és una espècie de mamífer rosegador de la família dels múrids que es troba de forma generalitzada a les muntanyes de la regió central i occidental de Nova Guinea. A nivell de conservació, actualment no és considerada en risc.